# L’Île-d’Olonne
L’Île-d’Olonne – miejscowość i gmina we Francji, w regionie Kraj Loary, w departamencie Wandea.
Według danych na rok 1990 gminę zamieszkiwało 1457 osób, a gęstość zaludnienia wynosiła 76 osób/km² (wśród 1504 gmin Kraju Loary L’Île-d’Olonne plasuje się na 413. miejscu pod względem liczby ludności, natomiast pod względem powierzchni na miejscu 581.).